# Lista de prefeitos de Messias Targino
Esta é a lista de prefeitos de Messias Targino, município brasileiro do estado do Rio Grande do Norte.
| Nº | Prefeito                          | Imagem | Partido                   | Início de mandato     | Fim de mandato         | Vice-prefeito                       | Observações                     |
| --- | --------------------------------- | ------ | ------------------------- | --------------------- | ---------------------- | ----------------------------------- | ------------------------------- |
| Elevado à categoria de município e distrito com a denominação de Junco, pela lei estadual nº 2.750, de 8 de maio de 1962. |                                   |        |                           |                       |                        |                                     |                                 |
| Prefeitos de Junco |                                   |        |                           |                       |                        |                                     |                                 |
| 1 | João Jales Dantas                 |        |                           | 7 de junho de 1962    | 31 de janeiro de 1964  | —                                   | Prefeito nomeado                |
| 2 | Osnildo de Freitas Targino        |        |                           | 31 de janeiro de 1964 | 31 de janeiro de 1969  | Edimar Teixeira Diniz               | Prefeito e vice eleitos         |
| 3 | Inácio Gabriel da Silva           |        |                           | 31 de janeiro de 1969 | 7 de novembro de 1972  | não encontrado                      | Prefeito e vice eleitos         |
| Pela lei estadual nº 4.103, de 8 de novembro de 1972, o município de Junco passou a denominar-se Messias Targino.         |                                   |        |                           |                       |                        |                                     |                                 |
| Prefeitos de Messias Targino                                                                                              |                                   |        |                           |                       |                        |                                     |                                 |
| 3 | Inácio Gabriel da Silva           |        |                           | 8 de novembro de 1972 | 31 de janeiro de 1973  | não encontrado                      | Prefeito e vice eleitos         |
| 4 | João Jales Dantas                 |        | ARENA                     | 31 de janeiro de 1973 | 31 de janeiro de 1977  | Everton Medeiros                    | Prefeito e vice eleitos         |
| 5 | Maria do Socorro Ferreira Targino |        |                           | 31 de janeiro de 1977 | 31 de janeiro de 1983  | Antônio Dantas Diniz                | Prefeita e vice eleitos         |
| 6 | Edmílson Fernandes Jales          |        |                           | 31 de janeiro de 1983 | 31 de dezembro de 1988 | não encontrado                      | Prefeito e vice eleitos         |
| 7 | César Teixeira Jales              |        |                           | 1º de janeiro de 1989 | 1º de maio de 1992     | José Maria de Medeiros              | Prefeito e vice eleitos         |
| 8 | José Maria de Medeiros            |        |                           | 1º de maio de 1992    | 31 de dezembro de 1992 | —                                   | Vice-prefeito eleito no cargo   |
| 9 | Epitácio Fernandes Jales          |        |                           | 1º de janeiro de 1993 | 31 de dezembro de 1996 | não encontrado                      | Prefeito e vice eleitos         |
| 10 | César Teixeira Jales              |        | PL                        | 1º de janeiro de 1997 | 31 de dezembro de 2000 | Francisco Ezequiel da Silva         | Prefeito e vice eleitos         |
| 11 | Elio Jales de Almeida             |        | PMDB                      | 1º de janeiro de 2001 | 31 de dezembro de 2004 | Antônio Laurentino de Medeiros      | Prefeito e vice eleitos         |
| 12 | Shirley Targino                   |        | PSB                       | 1º de janeiro de 2005 | 31 de dezembro de 2012 | Cleiston Rubens Teixeira de Azevedo | Prefeita e vice eleitos         |
| 12 | Shirley Targino                   | PR     | Prefeita e vice reeleitos | 1º de janeiro de 2005 | 31 de dezembro de 2012 | Cleiston Rubens Teixeira de Azevedo |                                 |
| 13 | Arthur de Oliveira Targino        |        | PMDB                      | 1º de janeiro de 2013 | 31 de dezembro de 2016 | Genésio Francisco Pinto Neto        | Prefeito e vice eleitos         |
| 14 | Shirley Targino                   |        | PR                        | 1º de janeiro de 2017 | 31 de dezembro de 2024 | Genésio Francisco Pinto Neto        | Prefeita eleita e vice reeleito |
| 14 | Shirley Targino                   | PL     | Anderson Medeiros Martins | 1º de janeiro de 2017 | 31 de dezembro de 2024 | Prefeita reeleita e vice eleito     |                                 |
| 15 | Arthur de Oliveira Targino        |        | Anderson Medeiros Martins | PP                    | 1º de janeiro de 2025  | até a atualidade                    | Prefeito e vice eleitos         |